# Chac Chel
Chac Chel, av vissa forskare kallad Gudinnan O, var en gudinna ur Mayareligionen. Hon var en betydande gudom, skapelsens och förstörelsens, barnsbördens, vävningens och spinningens och spådomskonstens gudinna. Hon var ena halvan av skapelseparet, maka och motpol till regnguden Chaac, eller, i vissa fall, till skapelseguden Itzamna. Som gudinna är hon den äldre motparten till den unga gudinnan Ix Chel (även kallad Gudinnan I och Ixik Kab).
Chac Chel finnas avbildad i bland annat gravgods i Chichen Itza, Balankanche-grottan, Tulum och Yaxchilan.